# 竹原真敬
竹原 真敬（たけはら まさたか、1978年7月14日 - ）は、日本の元プロボクサー。現在のリングネームは竹原 虎辰（たけはら こたつ）。三重県名張市生まれ、大阪府八尾市出身。緑ボクシングジム所属。日本人では数少ないヘビー級ボクサーの一人であった。

## 来歴
中学からラグビーの選手として活躍、大阪桐蔭高校時代は花園も経験したが、帝京大学2年の時に練習中の事故でラグビーを続けられなくなり、ボクシングに転向。卒業を間近に控えてアベボクシングジムに入門。
2001年3月3日、後楽園ホールで長須幸喜と対戦し、2回1分34秒KO勝ちを収めデビュー戦を白星で飾った。
2001年6月12日、高橋良輔と対戦し、2戦目にしてプロ初黒星となる初回1分56秒KO負けを喫した。
2002年2月23日、東京ベイNKホールで楠ジャイロと対戦し、2-0の判定勝ちを収めた。
2007年3月17日、後楽園ホールで楠ジャイロと5年ぶりに再戦し、6回判定で引き分けた。
2008年3月18日、ミドル級で戦ってきた相澤健治と対戦し、6回45秒TKO勝ちを収めた。
この年、戦いの場を求めてオーストラリアに拠点を移すが、元ジムの反対に遭い、JBCライセンスを返上。このとき、ABCOヘビー級にランクされた。
2009年6月19日、シドニー・エンターテイメント・センターでブライアン・フィッツジェラルドと対戦し、2-1の判定勝ちを収めた。
2009年7月24日、シドニーのレベスビーワーカーズクラブでブライアン・フィッツジェラルドと再戦し、0-2の判定負けを喫した。
2009年7月31日、OPBF東洋太平洋ヘビー級2位のアレックス・リーパイと対戦し、0-1の判定で引き分けた。
2009年9月13日、パースのWAイタリアン・クラブでOPBF東洋太平洋ヘビー級11位のピーター・クロンジェと対戦し、1-1の判定で引き分けた。
2010年は試合はなく、大阪のアマチュアジムでトレーナーを務めた。
2011年はアメリカ合衆国で活動するが、ブランクの影響もあり3戦3連敗だった。
2012年3月、緑ジムに移籍して国内復帰。
2012年6月17日、刈谷市産業振興センターあいおいホールで李鍾錫と国内復帰戦を行い、4回TKO勝利。この試合後に日本ヘビー級2位にランクされた（1位は藤本京太郎）。
2012年9月19日、4年ぶりとなる後楽園ホールでの試合としてこの興行のメインイベンターを務めた京太郎がK-1時代に戦ったジェロム・レ・バンナの親友として知られるヨハン・デュプラス（フランス）と対戦、京太郎に先駆けて日本人ヘビー級ボクサーとして初となる国内での世界ランカー（当時WBC27位）との試合となったが、6回TKO負け。
2013年1月、姓名判断によりリングネームを竹原虎辰に改名。
2013年3月1日、クイーンズランド州リッチランズでルーカス・ブラウンと対戦し、初回1分8秒KO負けを喫した。
2013年7月25日、後楽園ホールにおける日本ヘビー級王座決定戦のアンダーカードとして2011年西日本新人王で日本ヘビー級4位の樋高リオと対戦し、10回3-0（77-76、78-75、78-74）の判定勝ちを収め日本ヘビー級王座への挑戦権を獲得した。
2013年9月22日、名古屋国際会議場において日本タイトル前哨戦として韓国クルーザー級王者の李鍾錫と対戦し、3回2分15秒TKO勝ちを収めた。
2013年11月25日、後楽園ホールで日本ヘビー級王者藤本京太郎と対戦し、10回0-3（93-97、94-97、94-96）の判定負けを喫し王座獲得に失敗した。
2014年4月6日、あいおいホールでシリル・レオネットとヘビー級8回戦を行い、8回2-1（78-75、77-76、76-77）の判定勝ちを収め再起に成功した。
2014年9月10日、後楽園ホールで藤本京太郎と再戦するが5回44秒TKO負けを喫し再び王座獲得に失敗した。
2014年12月27日、大阪市立住吉区民センターで元WBA世界スーパーウェルター級暫定王者で日本ヘビー級1位の石田順裕と対戦し、竹原が4回終了時に棄権を申し出てヘビー級8回戦で石田に敗れた。
2015年3月24日、後楽園ホールでオレクサンドル・ネステレンコとヘビー級8回戦を行い、ネステレンコの3回終了時棄権により再起に成功した。
2015年7月9日、後楽園ホールで金起男とヘビー級8回戦を行い、4回33秒KO勝ちを収めた。同月14日に37歳の誕生日を迎える竹原のボクサーライセンスが失効すると日本ヘビー級ランキングが消滅し、藤本京太郎の持つ日本ヘビー級王座はJBC預かりとなる為、竹原は特例での現役続行を求めたが、同月30日に発表された日本ヘビー級ランキングから除外された。
2015年12月22日、JBCは理事会を開き、3ノックダウン制の廃止や37歳定年制の一部緩和など大幅なルール改正を行い2016年1月からの新ルール導入を決定し、竹原が失効したボクサーライセンスの再申請の意思をJBCに伝えたことで消滅の危機だった日本ヘビー級が存続する見通しとなった。
2016年3月24日、JBCは資格審査委員会で竹原へのボクサーライセンスの再交付を承認し、選手が日本ヘビー級王者の藤本京太郎のみとなり消滅の危機にあった日本ヘビー級を存続させる為、竹原を2016年3月度のランキングで日本ランキング1位の日本ヘビー級ランカーとして復帰させることを決定した。
2016年5月8日、名古屋国際会議場で上田龍とヘビー級6回戦を行い、4回1分3秒KO勝ちを収め復帰戦を白星で飾った。
2018年9月15日、中国・欽州市でWBCアジアヘビー級王座決定戦に挑んだが、判定負けでベルト奪取する事は出来ず、この試合を最後に引退を表明した。
しかし、現役復帰して2019年12月15日、日本ヘビー級王座決定戦として刈谷市あいおいホールで日本ヘビー級1位・OPBF東洋太平洋同級10位の上田龍と対戦し、10回0-3（94-96×3）で判定負けを喫し、王座獲得とはならなかった。試合後、リングの上で「上田君の脚についていけませんでした。上田君の成長を感じ、日本のヘビー級を任せられると思いました。きょうは負けたけど感動しています。上田君、頑張ってくれ」話し、引退を表明した。